# Râul Vizma
Râul Vizma este un afluent al râului Miniș. 

## Hărți
- Harta județului Timiș